# Светий Ожболт
Светий Ожболт (словен. Sveti Ožbolt) — поселення в общині Шкофя Лока, Горенський регіон, Словенія. Висота над рівнем моря: 847,3 м.